# Robert Arthur Darrow
Robert Arthur Darrow (Saratoga Springs,  Nueva York, 1 de octubre de 1911-8 de marzo de 2003) fue un botánico estadounidense. Desarrolló actividades académicas en la Estación Experimental Agropecuaria de Texas. Trabajó con el "agente naranja".
Finalizó su carrera como profesor de la Universidad de Arizona.

## Algunas publicaciones
- lyman d. Benson, robert a. Darrow. 1981. Trees and Shrubs of the Southwestern Deserts. Fotos de Robert A. Darrow. 3.ª ed. revisada de Univ. of Arizona Press, 416 pp. ISBN 0816505918

- robert a. Darrow. 1981. Field Evaluation of Desiccants and Herbicide Mixtures as Rapid Defoliants. Technical report (Defense Technical Information Center (U.S.) 114. Ed. Department of the Army, 120 pp.

- -------------------------. 1969. Herbicides Used in Southeast Asia. Techn. report SAOQ-TR- 69 (11078). Plant Sci. Lab. U.S. Ed. Defense Techn. Information Center, 120 pp.

- -------------------------, george b. Truchelut, charles m. Bartlett. 1966. Oconus Defoliation Test Program. Techn. report 79 Defense Techn. Information Center U.S. Army Biological Center. Ed. U.S. Army Biological Center, 292 pp.

- -------------------------, wayne G. McCully. 1959. Brush control and range improvement: in the post oak-blackjack oak area of Texas. Bull. 942 Texas Agric. Experiment Sta. Ed. Texas Agric. Extension Service, 15 pp.

- -------------------------, -------------------------. 1958. Pellet Applications of Fenuron for the Control of Post and Blackjack Oaks. Progress report 2041, Texas Agric. Experiment Sta. Ed. Texas Agric. Extension Service, 4 pp.

- garlyn o. Hoffman, alfred h. Walker, robert a. Darrow. 1955. Pricklypear, good or bad. Bull. 806. Ed. Texas Agric. Extension Service, 8 pp.

- robert a. Darrow, lucas Reyes, r.a. Hall. 1953. Response of Lindheimer Pricklypear to 2,4,5-T and Other Herbicides. Progress report. Ed. Texas Agric. Experiment Sta. 8 pp.

- -------------------------, -----------------, ------------. 1953. Chemical Control of Huisache. Progress report. Ed. Texas Agric. Extension Service, 6 pp.

- -------------------------. 1944. Arizona Range Resources and Their Utilization: Cochise County. Techn. bull. 103 (Univ. of Arizona, Agric. Experiment Sta. Ed. Univ. of Arizona, 56 pp.

- -------------------------. 1935. A Study of the Transpiration Rates of Several Desert Grasses and Shrubs as Related to Environmental Conditions and Stomatal Periodicity. Ed. Univ. of Arizona. 228 pp.

- La abreviatura «Darrow» se emplea para indicar a Robert Arthur Darrow como autoridad en la descripción y clasificación científica de los vegetales.[2]